# Gaviapass
Der Gaviapass (italienisch Passo di Gavia) ist ein Gebirgspass in den italienischen Alpen. Er verbindet die Provinzen Sondrio im Norden und Brescia im Süden und trennt die Sobretta-Gavia-Gruppe im Westen vom Hauptkamm der Ortler-Alpen im Osten.

## Lage
Der Gaviapass liegt im Nationalpark Stilfserjoch und verbindet Bormio im Norden mit Ponte di Legno im Süden über eine 43 km lange Passstraße (SS300, bis April 2021 SP29 in Sondrio, SP BS 300 in Brescia). Auf der Nordrampe sind zehn Kehren bis zur 2621 m s.l.m. hoch gelegenen Passhöhe zu durchfahren, auf der Südrampe fünfzehn Kehren. Der zu überwindende Höhenunterschied beträgt jeweils etwa 1400 m.
Der Pass präsentiert sich auf seiner Nordrampe relativ gut und zweispurig ausgebaut. Die erst seit Ende der 1990er-Jahre durchgängig asphaltierte Südrampe dagegen weist einige sehr enge Kehren und eine teilweise nur 1,9 bis 3 Meter breite Fahrbahn auf. Für entgegenkommenden Verkehr gibt es einige Ausweichstellen. Auf der Südseite befindet sich auch ein etwa 800 m langer Tunnel, der als Umfahrung für einen mittlerweile für den Verkehr gesperrten, sehr engen Abschnitt dient. An verkehrsreichen Tagen kann es insbesondere auf der Südrampe zu schwierigen Verkehrssituationen kommen, da hier auf einigen Abschnitten ein Passieren von zwei sich begegnenden Fahrzeugen unmöglich ist.
Die Passhöhe liegt zwischen dem Monte Gavia (3223 m s.l.m.) und dem Corno dei Tre Signori (3360 m s.l.m.) und bietet einen guten Ausblick auf die Gletscher der Adamellogruppe.
Der Gaviapass wird gelegentlich in anspruchsvolle Bergetappen des Giro d’Italia eingebunden und markiert dann oft den höchsten Punkt des Rennens, den Cima Coppi, an dem die meisten Bergwertungspunkte vergeben werden.

## Geschichte
Der Gaviapass war schon den Menschen der Steinzeit bekannt, wie ein alter Siedlungsplatz auf der nördlich des Passes gelegenen Malga dell‘Alpe (2300 m) beweist. 
Im ausklingenden Mittelalter erlangte er eine besondere Bedeutung.
Die Venezianer legten im späten Mittelalter einen Saumweg über den Gaviapass an, um einerseits das habsburgische Tirol, anderseits die Lombardei umgehen zu können, die beide in Konkurrenz zu Venedig standen. Im 16. Jahrhundert wuchs der Verkehr über den Gavia stark an, er entwickelte sich zu einem der wichtigsten Pässe der Venezianer. Nicht umsonst nannte man den venezianischen Saumweg, der über ihn führte, „Strada Imperiale“. Obwohl er mehrfach ausgebaut wurde, ließ sich das größte Manko des Gavia nicht beseitigen: Im Winter war er regelmäßig nicht nutzbar, lediglich im Sommer konnte man ihn einige Monate begehen.
Nach dem Niedergang der Venezianer wurde der Gaviapass für lange Zeit kaum noch benutzt und fiel in der Bedeutung wieder sehr stark hinter andere Alpenpässe zurück. 
Erst in der Zeit des Ersten Weltkriegs wurde eine Straße über ihn gebaut.
Am 20. Juli 1954 stürzte an einer Stelle, die heute durch den Tunnel umgangen wird, ein mit jungen Soldaten besetzter Militärlaster etwa 150 Meter tief in den Abgrund, weil eine Stützmauer der Fahrbahn nachgab. Dabei kamen 18 der 20 Insassen ums Leben. Eine Gedenkstätte etwa 100 Meter vom südlichen Tunnelausgang entfernt erinnert an das Unglück.

## Bilder

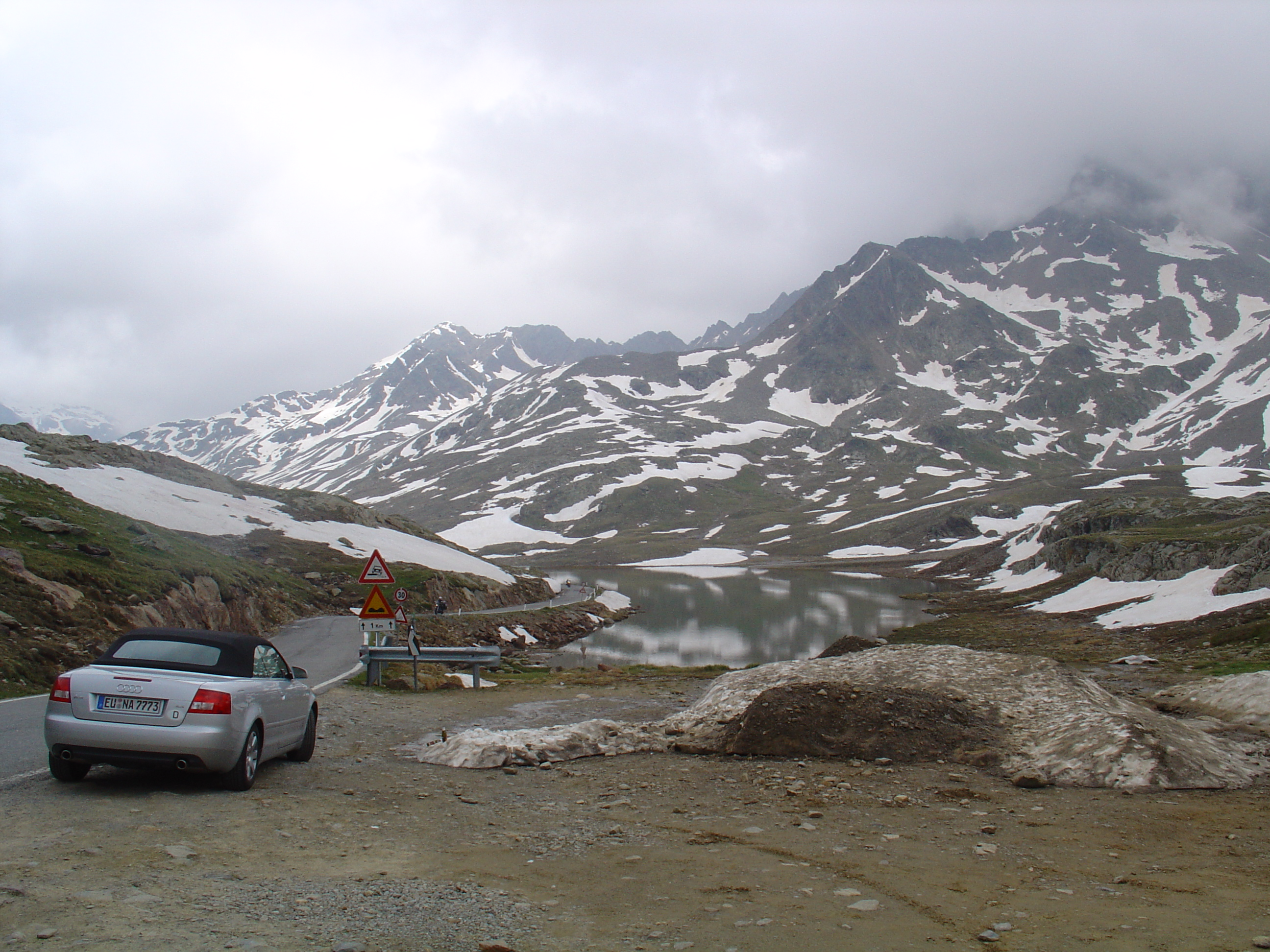
Lago Bianco an der Nordrampe der Gaviapassstraße
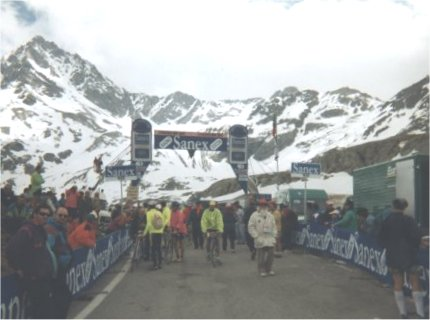
Giro d’Italia 1998
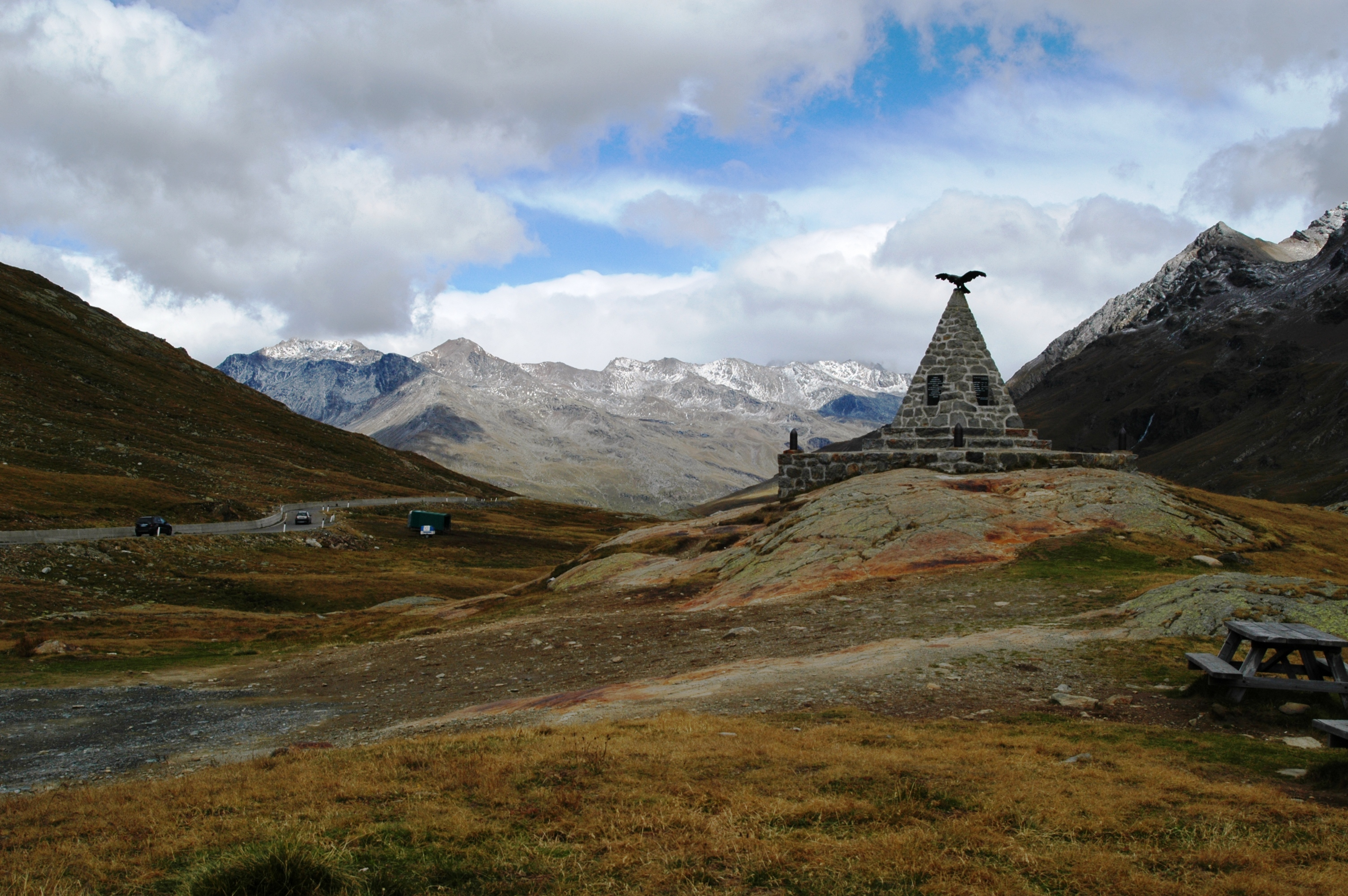
Ehrenmal am Rifugio Berni (2541 m), ca. 2 km vom Gavia-Pass entfernt in nördlicher Richtung